# 江龙
江龙（1933年1月1日—2022年12月31日），福建建瓯人，生于上海，中国物理化学家，中国科学院化学研究所研究员。中国胶体与界面科学领域的开拓者之一。2001年当选为中国科学院院士。

## 生平
1933年生于上海，籍贯福建建瓯。1949年12月加入中国共产党。1950年考入南京大学化学系胶体化学专业，1953年毕业后分配到中科院长春应用化学研究所工作，1954年转至中科院化学研究所工作，当年又到南京大学从事研究。1956年至1960年，在苏联科学院物理化学研究所学习，获副博士学位。回国后继续在化学研究所工作，1975年起到中科院感光化学研究所工作，1999年又回到中科院化学研究所。2001年当选为中国科学院院士。曾任北京理工大学、华东理工大学和苏州大学兼职教授，中国科学院胶体与界面科学重点实验室学术委员会主任。他获得了第一届中国胶体与界面化学终身成就奖。2022年12月31日在北京病逝，享年89岁。

## 贡献与成就
江龙长期从事胶体与界面化学研究。早年跟随戴安邦从事硅酸聚合理论研究。在1960~70年代，他领导并参加了中国航空航天遥感用感光胶片的任务，开展了卤化银乳剂及菁染料在卤化银上吸附的研究，推动了中国感光科学和工业的发展。他提出了在卤化银表面形成的染料与卤化银的电荷转移络合物以及在聚集态形成过程中弱作用力起主要作用等观点。
在1980年代，江龙对新型代油燃料水煤浆的制备及其机理进行研究，从表面吸附和复合添加剂入手，制备了当时认为是难度极大的浓度高达70%的可流动水煤浆。
江龙还在纳米科技领域做出了重要贡献，领导课题组研究了超细憎水单分散颗粒的制备及其在高技术中的应用，发展了一系列制备从30nm到10μm范围的憎水单分散二氧化硅和贵金属纳米颗粒的胶体化学方法。他利用LB膜技术等方法使憎水纳米金颗粒紧密排列形成二维有序的方阵。此外，在仿生酶膜、仿视觉薄膜、DNA生物传感器以及纳米颗粒制备、组装和纳米颗粒生物效应等领域有许多成果。